# Wálter Perazzo
Wálter Osvaldo Perazzo Otero (Bogotá, Colombia; 2 de agosto de 1962) es un exfutbolista argentino nacido en Colombia. Jugó de delantero y su último club fue el Toronto Montreal - Supra de Canadá. Actualmente dirige a Nueva Chicago de la Primera Nacional, segunda división del fútbol argentino.

## Trayectoria

### Como jugador
En 1979, inició su carrera como futbolista en San Lorenzo de Almagro donde jugó hasta 1981. En 1982, pasó en calidad de préstamo a Estudiantes de La Plata donde integró el plantel campeón del Torneo Metropolitano 1982. Al año siguiente, se fue a su país de origen para jugar en Independiente Santa Fe. 
A fines de 1983, retornó a Boedo donde alcanzó su mejor período futbolístico y se convirtió en ídolo del Ciclón por su capacidad goleadora (77 goles marcados en 240 partidos disputados en total) manteniéndose hasta 1988. Precisamente en este último año, pasó a Boca Juniors donde jugó dos temporadas (1988-89 y 1989-90) con un total de 56 partidos disputados y 12 goles anotados. En la temporada siguiente pasó a Argentinos Juniors, donde jugó 8 partidos.[cita requerida]
En 1991, por pedido de Jorge Luis Pinto, Perazzo regresó a su país natal para jugar en Deportivo Cali donde se mantuvo por un año, ya que en 1992 fue fichado por Bolívar de La Paz para jugar en el fútbol boliviano. En 1994, pasó a jugar en la  K League Classic de Corea del Sur, donde vistió la camiseta del Daewoo Royals. Luego pasó por el Toronto Montreal - Supra de Canadá hasta que finalmente puso fin a su exitosa carrera.

### Como entrenador
En 1998, comenzó su carrera de entrenador dirigiendo a El Porvenir donde se mantuvo hasta junio de 2000. En enero de 2003, retornó a dicha institución, cuando la misma disputaba la temporada 2002-03 de la B Nacional.
En enero de 2011, asumió la conducción técnica de la Selección de fútbol sub-20 de Argentina, donde anteriormente se desempeñó como ayudante de campo de Sergio Batista hasta que este último fue convocado para entrenar la selección mayor.
En abril de 2012, asumió la conducción técnica de Olimpo, equipo que tras una mala campaña, estaba prácticamente descendido a la Primera B Nacional al momento de su llegada. Por tal motivo, sufrió oficialmente el descenso a cinco fechas antes de finalizar el Torneo Clausura. En la temporada 2012-13 de la B Nacional, logró la tercera ubicación en la tabla general del torneo y obtuvo el ascenso directo y por ende retorno de la institución a la Primera División. Un año después, logró la suma de 50 puntos en la temporada 2013-14, lo que le permitió no solo mantener la categoría sino también clasificar al Aurinegro a la Copa Sudamericana 2014, aunque un error de la AFA rectificado solo una vez terminada dicha competición, privó a Olimpo disputar dicho torneo internacional por primera vez en su historia. Su ciclo en Bahía Blanca finalizó el 12 de abril de 2015,  habiendo sido un ciclo histórico y exitoso al lograr el ascenso del club y la clasificación a la Copa.

## Selección nacional
Integró el combinado argentino que ganó la medalla de oro en los Juegos Suramericanos de 1986 y fue subcampeón del Torneo Preolímpico Sudamericano de 1988.

## Clubes

### Como jugador
| Club                     | País          | Año       |
| ------------------------ | ------------- | --------- |
| San Lorenzo              | Argentina     | 1979-1981 |
| Estudiantes (LP)         | Argentina     | 1982      |
| Independiente Santa Fe   | Colombia      | 1983      |
| San Lorenzo              | Argentina     | 1983-1988 |
| Boca Juniors             | Argentina     | 1988-1990 |
| Argentinos Juniors       | Argentina     | 1990      |
| Deportivo Cali           | Colombia      | 1991      |
| Bolívar                  | Bolivia       | 1992-1993 |
| Daewoo Royals            | Corea del Sur | 1994      |
| Toronto Montreal - Supra | Canadá        | 1995      |

### Estadísticas como entrenador
| Equipo                           | Torneo                 | Temporada              | Estadísticas | Estadísticas | Estadísticas | Estadísticas | Estadísticas | Estadísticas | Estadísticas | Estadísticas | % Efect. |
| Equipo                           | Torneo                 | Temporada              | PD           | G            | E            | P            | GF           | GC           | DG           | Puntos       | % Efect. |
| -------------------------------- | ---------------------- | ---------------------- | ------------ | ------------ | ------------ | ------------ | ------------ | ------------ | ------------ | ------------ | -------- |
| El Porvenir Argentina            | PBN                    | 1998-99                | 36           | 13           | 12           | 11           | 54           | 52           | +2           | 51/108       | 47.22%   |
| El Porvenir Argentina            | PBN                    | 1999-00                | 34           | 13           | 11           | 10           | 44           | 31           | +13          | 50/102       | 49.02%   |
| El Porvenir Argentina            | PBN                    | 2003                   | 21           | 5            | 6            | 10           | 23           | 30           | -7           | 21/63        | 33.33%   |
| El Porvenir Argentina            | PBN                    | 2003                   | 15           | 4            | 5            | 6            | 14           | 21           | -7           | 17/45        | 37.78%   |
| El Porvenir Argentina            | Total                  | Total                  | 106          | 35           | 34           | 37           | 135          | 134          | +1           | 139/318      | 43.71%   |
| Selección Sub-20 Argentina       | CSF S-20               | 2011                   | 9            | 6            | 1            | 2            | 15           | 9            | +6           | 19/27        | 70.37%   |
| Selección Sub-20 Argentina       | CMF S-20               | 2011                   | 5            | 3            | 2            | 0            | 6            | 1            | +5           | 11/15        | 73.33%   |
| Selección Sub-20 Argentina       | JP                     | 2011                   | 5            | 3            | 1            | 1            | 6            | 2            | +4           | 10/15        | 66.67%   |
| Selección Sub-20 Argentina       | Total                  | Total                  | 19           | 12           | 4            | 3            | 27           | 12           | +15          | 40/57        | 70.18%   |
| Olimpo Argentina                 | PDA                    | 2012                   | 10           | 1            | 3            | 6            | 9            | 15           | -6           | 6/30         | 20%      |
| Olimpo Argentina                 | CAF                    | 2011-12                | 1            | 0            | 1            | 0            | 1            | 1            | 0            | 1/3          | 33.33%   |
| Olimpo Argentina                 | PBN                    | 2012-13                | 38           | 18           | 12           | 8            | 43           | 23           | +20          | 66/114       | 57.89%   |
| Olimpo Argentina                 | CAF                    | 2012-13                | 4            | 2            | 1            | 1            | 8            | 5            | +3           | 7/12         | 58.33%   |
| Olimpo Argentina                 | PDA                    | 2013-14                | 38           | 13           | 11           | 14           | 38           | 41           | -3           | 50/114       | 43.86%   |
| Olimpo Argentina                 | CAF                    | 2013-14                | 1            | 0            | 1            | 0            | 0            | 0            | 0            | 1/3          | 33.33%   |
| Olimpo Argentina                 | PDA                    | 2014                   | 19           | 4            | 7            | 8            | 15           | 22           | -7           | 19/57        | 33.33%   |
| Olimpo Argentina                 | CAF                    | 2014-15                | 1            | 0            | 1            | 0            | 1            | 1            | 0            | 1/3          | 33.33%   |
| Olimpo Argentina                 | PDA                    | 2015                   | 9            | 0            | 5            | 4            | 2            | 8            | -6           | 5/27         | 18.52%   |
| Olimpo Argentina                 | Total                  | Total                  | 121          | 38           | 42           | 41           | 117          | 116          | +1           | 156/363      | 42.98%   |
| Ferro Carril Oeste Argentina     | PBN                    | 2016                   | 16           | 6            | 4            | 6            | 10           | 12           | -2           | 22/48        | 45.83%   |
| Ferro Carril Oeste Argentina     | Total                  | Total                  | 16           | 6            | 4            | 6            | 10           | 12           | -2           | 22/48        | 45.83%   |
| Club Atlético Aldosivi Argentina | PDA                    | 2016-2017              | 7            | 1            | 2            | 4            | 2            | 11           | -9           | 5/21         | 23.81%   |
| Club Atlético Aldosivi Argentina | CAF                    | 2016-17                | 2            | 1            | 0            | 1            | 2            | 2            | 0            | 3/6          | 50%      |
| Club Atlético Aldosivi Argentina | PBN                    | 2017-18                | 8            | 3            | 3            | 2            | 11           | 9            | +2           | 12/24        | 50%      |
| Club Atlético Aldosivi Argentina | Total                  | Total                  | 17           | 5            | 5            | 7            | 15           | 22           | -7           | 20/51        | 39.22%   |
| Nueva Chicago Argentina          | PBN                    | 2017-18                | 6            | 2            | 1            | 3            | 6            | 11           | -5           | 7/18         | 38.89%   |
| Nueva Chicago Argentina          | PBN                    | 2018-19                | 26           | 12           | 7            | 7            | 35           | 31           | +4           | 43/78        | 55.13%   |
| Nueva Chicago Argentina          | CAF                    | 2018-19                | 1            | 0            | 0            | 1            | 0            | 1            | -1           | 0/3          | 0%       |
| Nueva Chicago Argentina          | Total                  | Total                  | 33           | 14           | 8            | 11           | 41           | 43           | -2           | 50/99        | 50.51%   |
| Temperley Argentina              | PBN                    | 2019-20                | 15           | 7            | 6            | 2            | 18           | 10           | +8           | 27/45        | 60%      |
| Temperley Argentina              | PBN                    | 2020                   | 8            | 1            | 3            | 4            | 3            | 6            | -3           | 6/24         | 25%      |
| Temperley Argentina              | CAF                    | 2019-20                | 1            | 0            | 1            | 0            | 0            | 0            | 0            | 1/3          | 33.33%   |
| Temperley Argentina              | Total                  | Total                  | 24           | 8            | 10           | 6            | 21           | 16           | +5           | 34/72        | 47.22%   |
| Almagro Argentina                | PBN                    | 2021                   | 25           | 9            | 9            | 7            | 32           | 22           | +10          | 36/75        | 48%      |
| Almagro Argentina                | PBN                    | 2022                   | 7            | 3            | 1            | 3            | 6            | 7            | -1           | 10/21        | 47.62%   |
| Almagro Argentina                | Total                  | Total                  | 32           | 12           | 10           | 10           | 38           | 29           | +9           | 46/96        | 47.92%   |
| Güemes (SdE) Argentina           | PBN                    | 2022                   | 28           | 8            | 11           | 9            | 24           | 25           | -1           | 35/84        | 41.67%   |
| Güemes (SdE) Argentina           | PBN                    | 2023                   | 36           | 13           | 14           | 9            | 37           | 34           | +3           | 53/108       | 49.07%   |
| Güemes (SdE) Argentina           | Total                  | Total                  | 64           | 21           | 25           | 18           | 61           | 59           | +2           | 88/192       | 45.83%   |
| Patronato Argentina              | PBN                    | 2024                   | 13           | 2            | 7            | 4            | 9            | 15           | -6           | 13/39        | 33.33%   |
| Patronato Argentina              | Total                  | Total                  | 13           | 2            | 7            | 4            | 9            | 15           | -6           | 13/39        | 33.33%   |
| Temperley Argentina              | PBN                    | 2024                   | 24           | 8            | 11           | 5            | 17           | 12           | +5           | 35/72        | 48.61%   |
| Temperley Argentina              | CAF                    | 2024                   | 4            | 0            | 2            | 1            | 2            | 3            | -1           | 2/9          | 22.22%   |
| Temperley Argentina              | Total                  | Total                  | 26           | 8            | 13           | 6            | 19           | 15           | +4           | 37/81        | 45.68%   |
| Temperley Argentina              | Total en Temperley     | Total en Temperley     | 51           | 16           | 23           | 12           | 40           | 31           | +9           | 71/153       | 46.41%   |
| Nueva Chicago Argentina          | PN                     | 2025                   | 12           | 3            | 3            | 6            | 11           | 13           | -2           | 12/36        | 33.33%   |
| Nueva Chicago Argentina          | Total                  | Total                  | 12           | 3            | 3            | 6            | 11           | 13           | -2           | 12/36        | 33.33%   |
| Nueva Chicago Argentina          | Total en Nueva Chicago | Total en Nueva Chicago | 45           | 17           | 11           | 17           | 52           | 56           | -4           | 62/135       | 45.93%   |
| Total en sus equipos             | Total en sus equipos   | Total en sus equipos   | 484          | 164          | 165          | 155          | 504          | 486          | +18          | 657/1452     | 45.25%   |

## Palmarés

### Como jugador

#### Campeonatos nacionales
| Título           | Club             | País      | Año  |
| ---------------- | ---------------- | --------- | ---- |
| Primera División | Estudiantes (LP) | Argentina | 1982 |
| Primera División | Bolívar          | Bolivia   | 1992 |

#### Campeonatos internacionales
| Título                 | Club         | Sede final     | Año  |
| ---------------------- | ------------ | -------------- | ---- |
| Supercopa Sudamericana | Boca Juniors | Argentina      | 1989 |
| Recopa Sudamericana    | Boca Juniors | Estados Unidos | 1990 |

## Vida privada
Nació el 2 de agosto de 1962, en Bogotá, Colombia, cuando su padre, Alberto Perazzo, militaba como delantero del Independiente Santa Fe.